# Аритметично-логическо устройство
Аритметично-логическо устройство (arithmetic logic unit, ALU) е функционален електронен блок на централния процесор (CPU) в компютрите и микропроцесорите. АЛУ е концепция, разработена от Джон фон Нойман през 1945 година. Функцията на АЛУ е математическата и логическата обработка на данни. АЛУ извършва аритметични операции с цели числа (събиране, изваждане, умножение, деление), побитови логически операции (логическо „И“, логическо „ИЛИ“, логическо „НЕ“), побитови манипулации (разместване). Входните данни на АЛУ са операнди и код на операцията, която да бъде изпълнена.